# ペンスキー・オートモーティブ・グループ
ペンスキー・オートモーティブ・グループ (Penske Automotive Group, NYSE: PAG) は、アメリカ合衆国の自動車ディーラーを展開する企業。ロジャー・ペンスキーによって設立。ミシガン州ブルームフィールド・ヒルズに本拠地を置く。
グループは253のフランチャイズ店舗を持ち、取り扱うブランドは40種以上、40の事故修理センターを持つ。フォーチュン500およびラッセル2000のメンバーであり、約1万5000人の従業員が職に従事する。アメリカ国内のフランチャイズ店舗は19州に152店、新車および中古車の販売、金融、保険商品、交換部品の販売、全ての車種の修理点検、維持サービスを行う。アメリカ国外ではプエルトリコ、メキシコ、ドイツ、イギリスにシトナー・グループを通じて110のフランチャイズ店舗を持つ。

## 歴史
当初の名はユナイテッドオート・グループ (UnitedAuto Group) であったが、2007年7月2日にペンスキー・オートモーティブ・グループ・インコーポレーテッドに社名を変更し、ニューヨーク証券取引所でのティッカーシンボルをPAGに変更した。
スマートのオーナーであるダイムラー は同社を売却する予定であったが、石油価格の上昇に伴い取りやめることとした。2008年1月、ペンスキー・オートモーティブ・グループがディーラーとなることをダイムラーと合意し、スマートのアメリカ合衆国における正規販売が始められた。ダイムラーが現在アメリカ合衆国にスマートを輸入している。

### GM・サターン
2009年、GMは企業再建のためポンティアック、サーブ、ハマー、サターンブランドを売却もしくは生産中止することを発表した。2009年5月にペンスキー・オートモーティブ・グループ、またはロジャー・ペンスキーが個人的にサターンの買収に関心があると報道された。その後、GM生産委託期間終了後の委託先をめぐりフランスのルノーならびに韓国のルノーサムスンと交渉を行っていたが、これが決裂した事により売却を断念した。

## 参照
1. ↑  UnitedAuto Changing Name to Penske Automotive Group, Inc. June 29, 2007
2. ↑  http://www.retrothing.com/2006/04/smart_car_poise.html
3. ↑  http://www.smartusa.com/smart-car-fortwo-company.aspx
4. ↑  http://www.theautochannel.com/news/2009/05/08/460189.html